# Hahlen
Hahlen ist ein Stadtteil der ostwestfälischen Stadt Minden. Er liegt am westlichen Rand der Weserstadt. Ende 2020 hatte der Stadtteil rund 3800 Einwohner.
Hahlen hat einen dörflichen Ursprung mit heute nur noch wenigen landwirtschaftlichen Anwesen im westlichen Teil des Stadtteils. Im östlichen Teil entstanden seit dem Ende des 19. Jahrhunderts zahlreiche Neubauten in Siedlungsform.
Der Stadtteil wird im Süden durch den Verlauf des Mittellandkanals begrenzt. Durch den nördlichen Teil verläuft eine Eisenbahnstrecke der Mindener Kreisbahnen GmbH (MKB), die auch von der Mindener Museumseisenbahn befahren wird.

## Geographie

### Geographische Lage

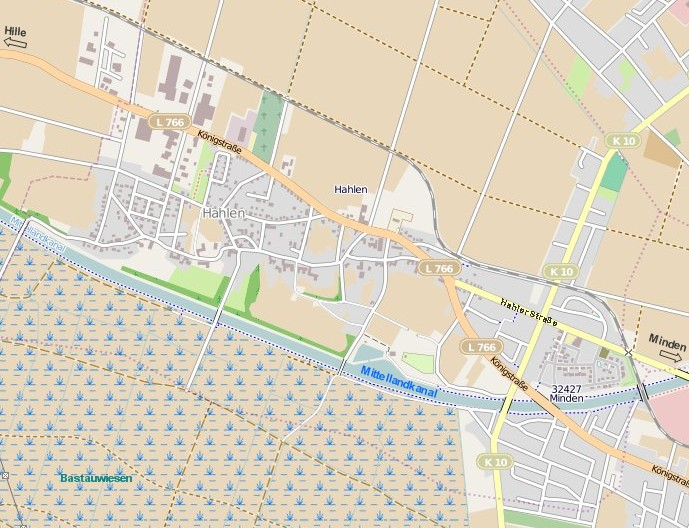

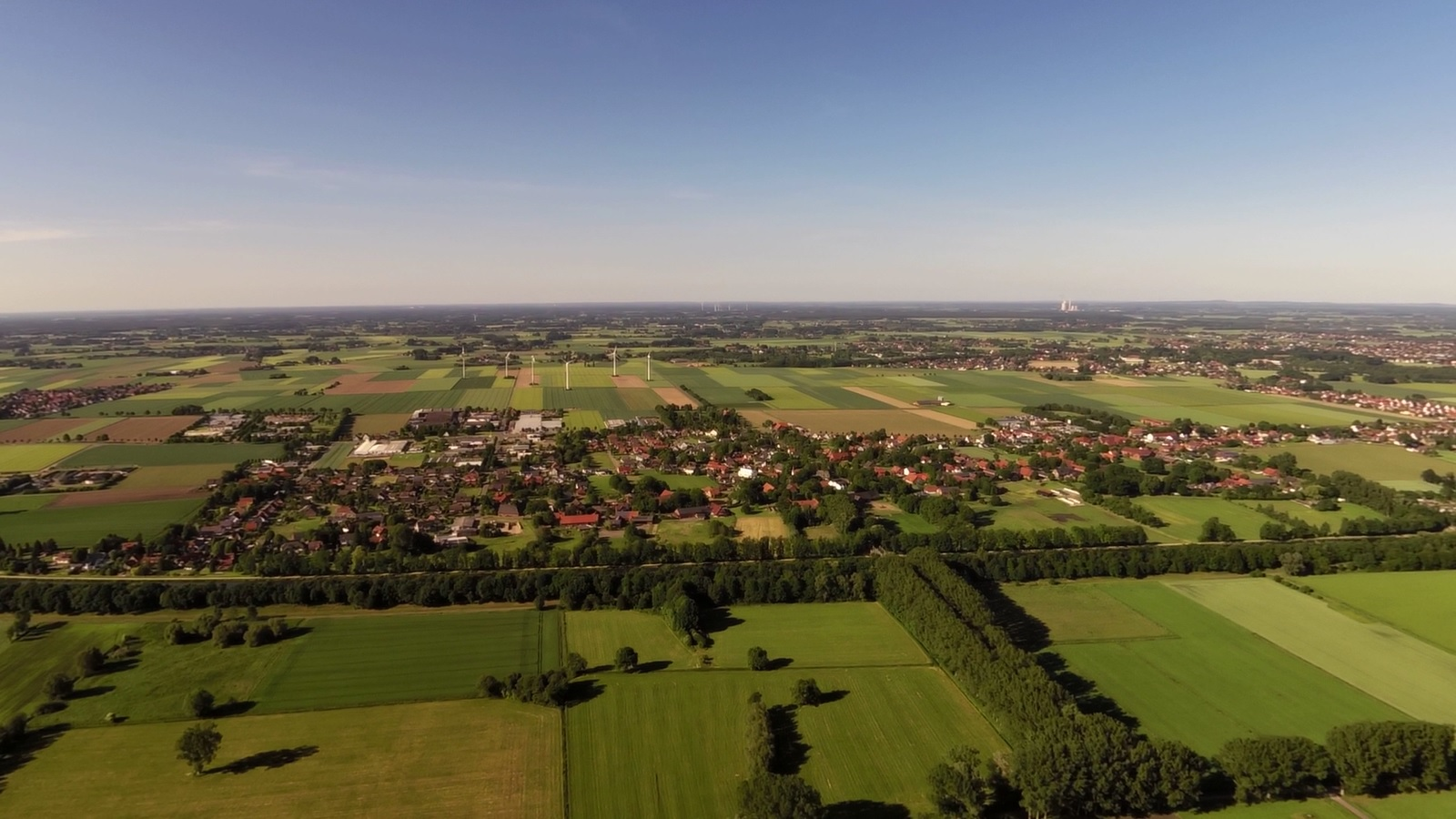
Blick in Richtung Norden

Der Stadtteil Hahlen liegt im Westen des Stadtgebietes von Minden, in ungefähr fünf Kilometer Entfernung zum Stadtkern.
Das ehemalige Dorf Hahlen liegt ebenso wie Hartum, Südhemmern und Hille am südlichen Rand der Hartumer Lössplatte mit ihren guten und leicht zu bearbeitenden Böden und nördlich des Wiehengebirges und der Bastauniederung. Die Mittellage zwischen Weide- und Ackerland an einem Ort mit günstiger Wasserversorgung ist hier für die Wahl des Siedlungsplatzes bestimmend gewesen.
Das Gelände fällt von Norden nach Süden von bis zu 60 Metern über NN auf der Heide auf bis zu 45 Meter über NN in der Bastauniederung ab. Ungefähr entlang der Grenze zwischen Bastauniederung und trockenen Böden durchquert der Mittellandkanal den Stadtteil von Ost nach West.
Im Norden und Osten grenzt Hahlen an die Stadtteile Minderheide und Bärenkämpen, im Osten und Süden an den Stadtteil Königstor der Stadt Minden und im Westen an die Ortsteile Hartum und Holzhausen II der Gemeinde Hille.
Die Bevölkerung von Hahlen unterscheidet in ihrem Dorf weitere Ortsteile, von West nach Ost sind dies: der Drögen, das Hahnenfeld, der Wiebusch, Osterhahlen und der Dalhof.

### Geologie und Böden
Der Löss der Hartumer Lössplatte, der während der letzten Eiszeit abgelagert wurde, ist heute weitgehend entkalkt, zu Lösslehm umgewandelt und an vielen Stellen der Abtragung unterworfen. Er besitzt eine durchschnittliche Mächtigkeit von 2 Metern in dem Geländestreifen der sich entlang der Hahler Straße und nördlich von Hahlen bis nach Hartum hinzieht. Unter dieser obersten Bodenschicht befindet sich eine relativ schmale meist kiesig-steinige Schicht. Es handelt sich um die Reste der Grundmoräne der vorletzten (Saale-)Vereisung. Größere Bedeutung hat die darunter liegende Schicht, die so genannte mittlere Weserterrasse, die aus rotbraunen Sanden und Kiesen besteht und einen ergiebigen Grundwasserträger bildet.
Die Bastauwiesen (früher auch als Hollenderbroke (1310) bzw. Houlanderbrock (um 1460), später als Ritterbruch bezeichnet) südlich des Dorfes sind ein Ausläufer des Großen Torfmoores bei Hille. Das Moor entstand als Hochmoor aus einem Rinnensee der Weser, die während der Saaleeiszeit hier entlang des Wiehengebirges floss, da ihr der Weg nach Norden durch Gletscher versperrt war. Nachdem die Gletscher zurückgewichen waren, wurde der alte Flussarm abgeschnitten und es bildete sich eine Seenlandschaft. Dieser See begann langsam zu verlanden und es entstand das Hochmoor.

## Geschichte

### Erste Besiedlung

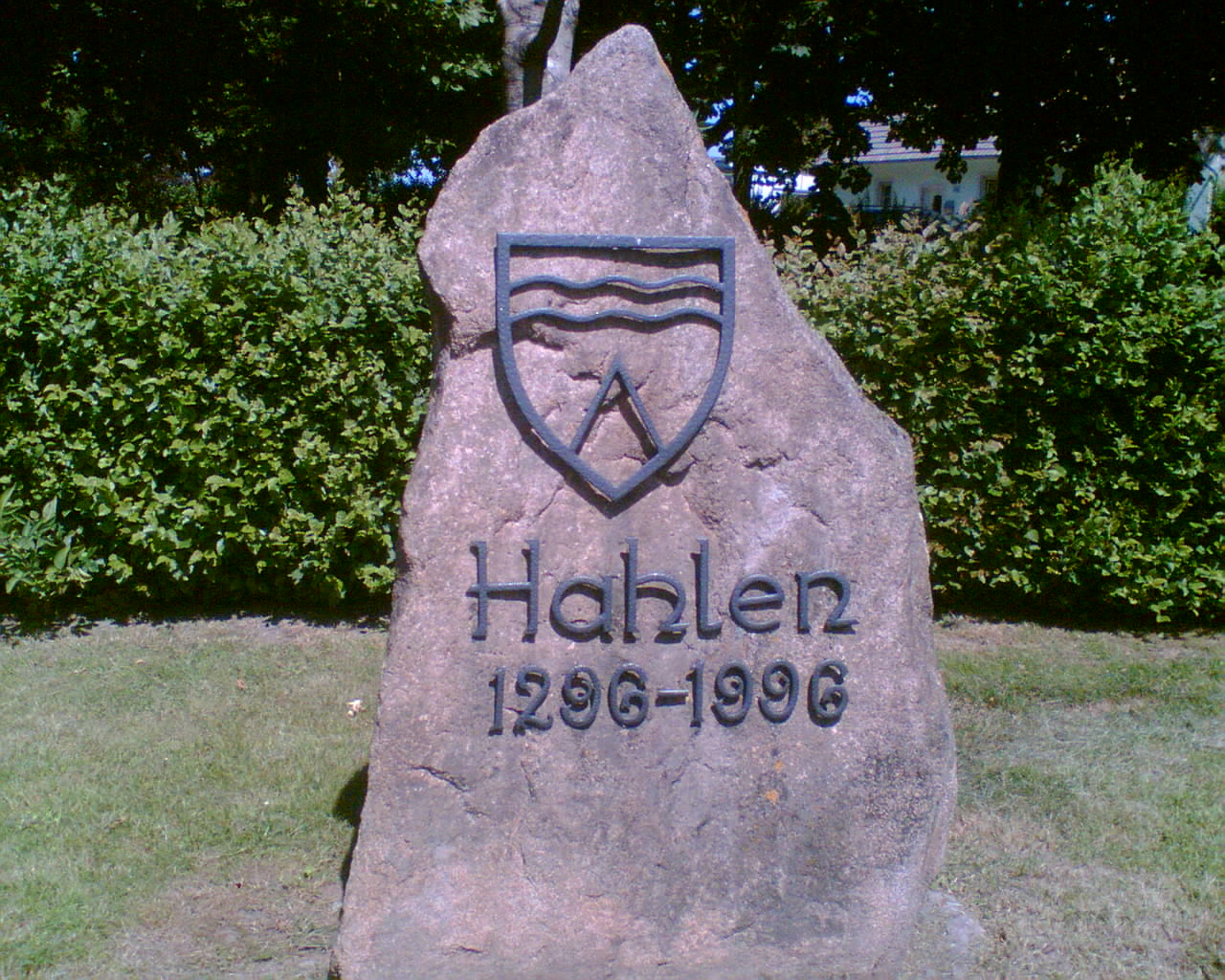
Gedenkstein 700 Jahre Hahlen

Funde aus dem Jahr 1938, die aus der römischen Kaiserzeit stammen, bezeugen, dass die Geschichte der Besiedlung weit zurück reicht. Die dauerhafte Besiedelung dieses Landstriches und damit die Entstehung der Dörfer wird für die Zeit vom 1. bis 4. Jahrhundert n. Chr. angenommen. Erstmals urkundlich erwähnt wird Hahlen am 13. Juni 1296 in einem Kaufvertrag des damaligen Mindener Bischofs Ludolf, der ein Haus und den Zehnten von zwei Hufen in „Hallen“ verkauft.
Die alten Flurnamen und -formen lassen vermuten, dass vor dem mittelalterlichen Ausbau der Dörfer am Südrand der Hartumer Lössplatte nur ein etwa 1 km breiter Geländestreifen kultiviert worden war. Alles Gelände außerhalb dieses an dem Plattenrand gelegenen Altsiedellandes (also nördlich von Hahlen) war noch bis zum Beginn des 12. Jahrhunderts mit Wald und Heide bedeckt. Reste des Waldes waren noch bis ins 18. Jahrhundert als „Hahler Busch“ und „Hartumer Busch“ vorhanden.

### Mittelalter und Reformation

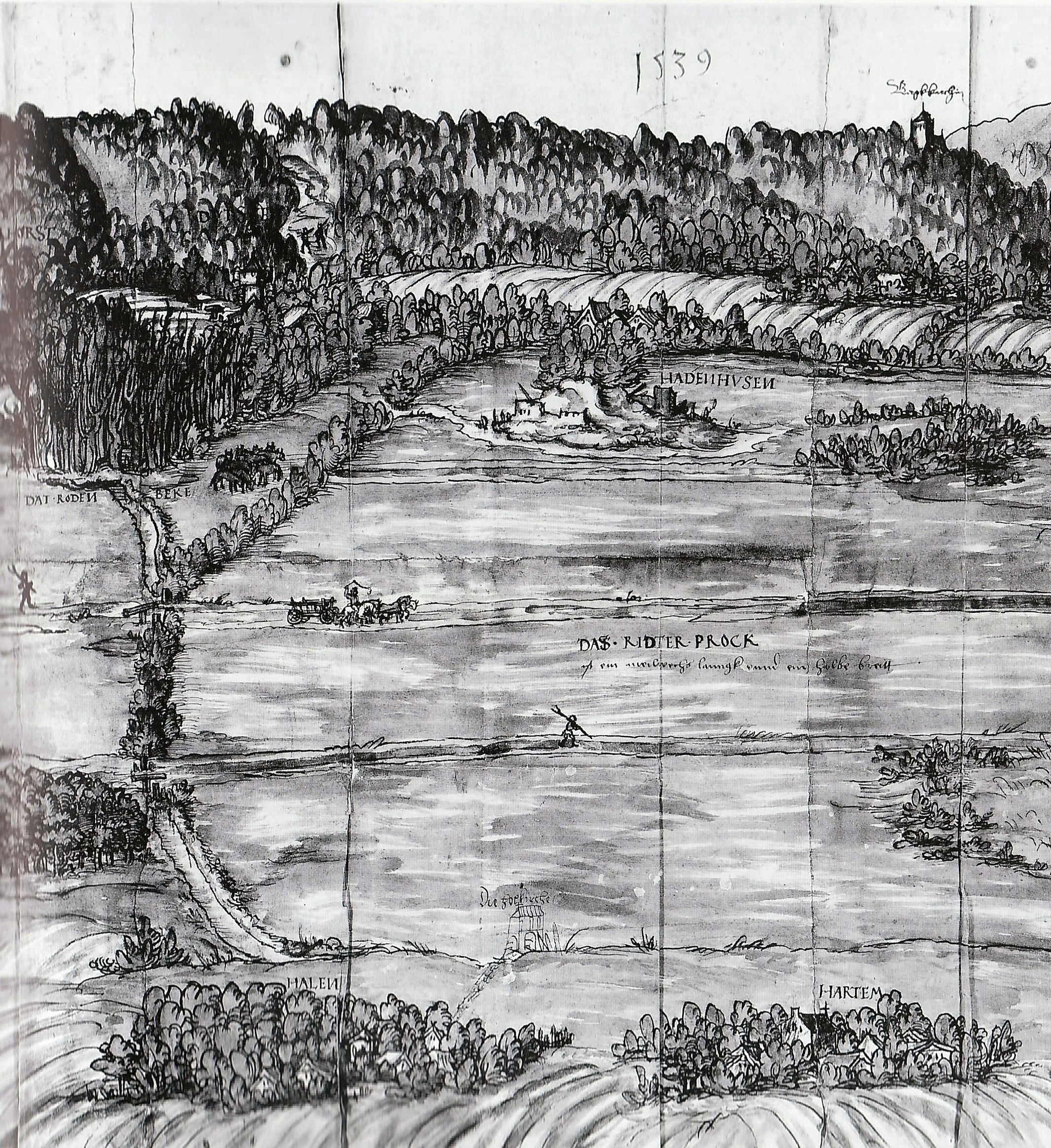
Die älteste bildliche Darstellung Hahlens von 1539. Ansicht in Blickrichtung Süden (unten links Halen)

Vom mittelalterlichen Feudalwesen war Hahlen weniger stark betroffen als Dörfer in vielen anderen Regionen. Die Bauern mussten zwar Abgaben an die Mindener Bischöfe und nach dem Westfälischen Frieden von 1648 die brandenburgisch-preußischen Kurfürsten bzw. Könige leisten, es gab aber keinen belehnten Grundherren wie etwa einen Gutsbesitzer der Leibeigene Bauern „besaß“.
Zwischen etwa 1500 und 1540 gab es einen Streit zwischen den Dörfern Hahlen, Hartum und Südhemmern und der Stadt Minden um das Ritterbruch (heute Bastauwiesen) und die Nutzungsrechte zum Torfstich und als Weideland. In diesem Zusammenhang wurde auch die erste bildliche Darstellung der Gegend erstellt, die bis heute erhalten ist.
Seit dem Jahr 1503 gibt es im Zentrum des Dorfes die Marienkapelle. 1530 lösten sich die Mindener Kirchspiele, zu denen auch Hahlen gehörte, von der katholischen Lehre und wurden evangelisch. Die Glocke der Marienkapelle wurde im Jahr 1679 beim Einfall französischer Truppen (während der Kriege des Großen Kurfürsten mit Ludwig XIV) abgenommen und wahrscheinlich für die Herstellung von Kanonenkugeln verwendet. Das ist durch die Inschrift auf der jetzigen Glocke aus dem Jahr 1680 überliefert.
Die Einwohner von Hahlen flüchteten vor den französischen Truppen ins ca. 15 km entfernte Lavelsloh.
Für das Jahr 1649 ist zum ersten Mal dokumentiert, dass ein Lehrer nach Hahlen berufen wurde, und zwar in ein Schulhaus in unmittelbarer Nähe der Kapelle, in dem zu der Zeit 24 Kinder unterrichtet wurden.

### Neuzeit, Schlacht bei Minden und unter den Preußen

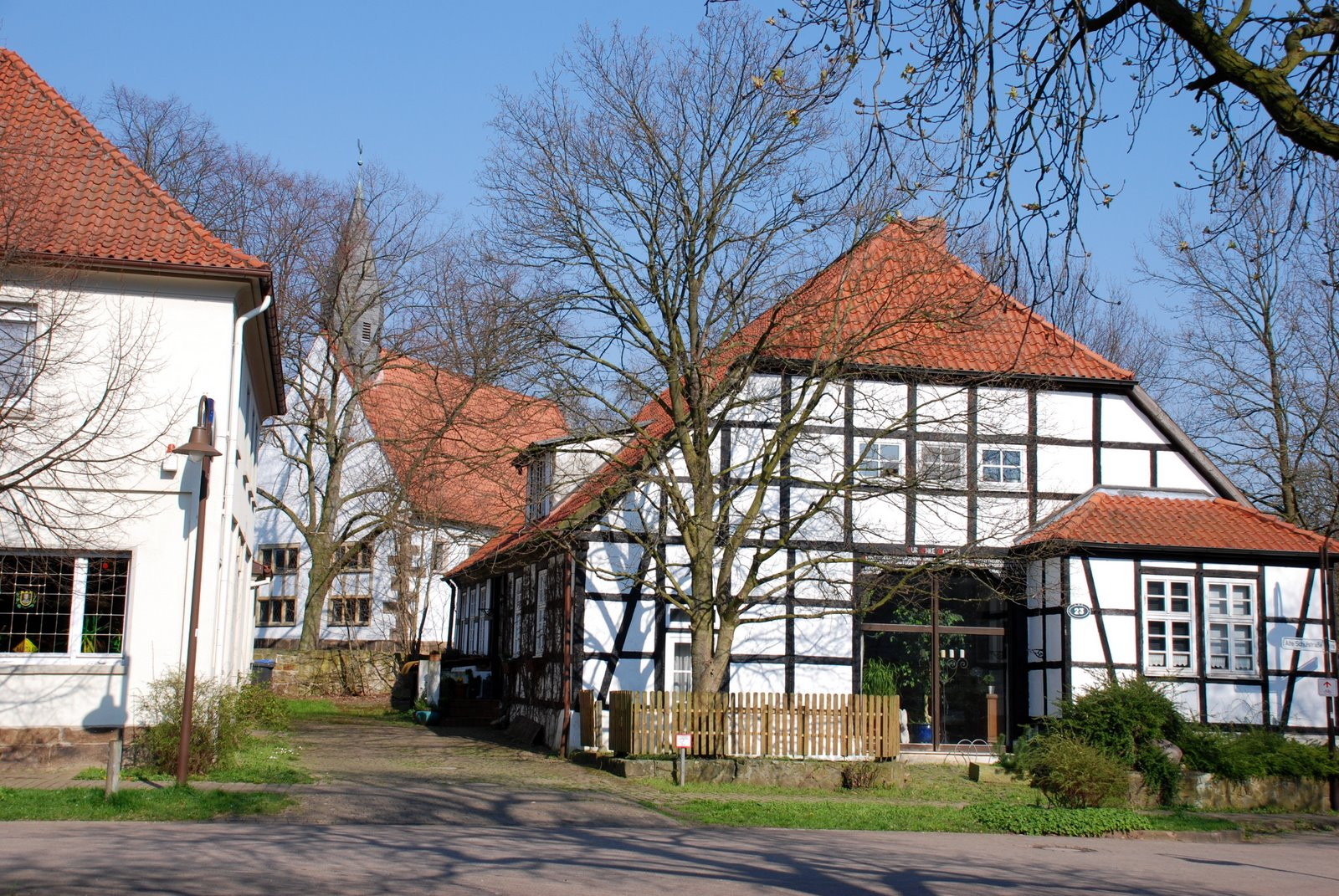
Dorfzentrum mit alter Schule im Hintergrund die Marienkapelle

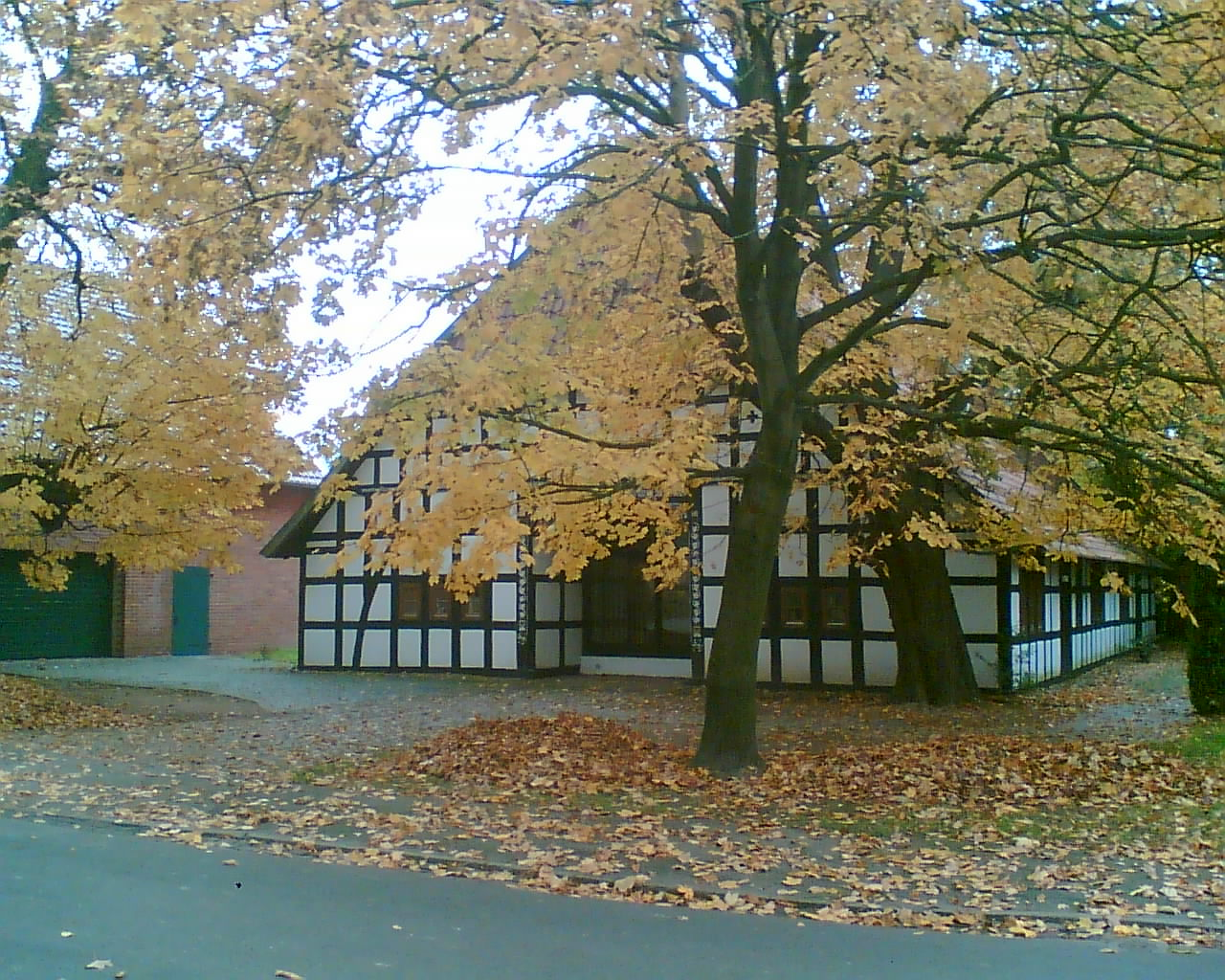
Altes Bauernhaus an der Hahler Dorfstraße

Die zweite Hälfte des 17. und die erste Hälfte des 18. Jahrhunderts verliefen insgesamt relativ ruhig. Das Dorf war von keinen größeren Kriegen betroffen und wirtschaftlich erholte sich das Land von den Folgen des Dreißigjährigen Krieges. Zwei Mal kam es jedoch zu größeren Feuersbrünsten, denen mehrere Häuser zum Opfer fielen. Hahlen gehörte bis zu den Napoleonischen Kriegen zur Vogtei Börde im Amt Petershagen des Fürstentums Minden
In der Schlacht bei Minden am 1. August 1759 war Hahlen Kampfgebiet, dabei wurde das Dorf zunächst am frühen Morgen von den Franzosen besetzt, nachdem sie sich im Laufe der Schlacht zurückziehen mussten, rückte englische Kavallerie unter Lord George Sackville aus Richtung Hartum nach. Etwa 40 Häuser des Dorfes wurden durch die Kampfhandlungen zerstört.
Von 1807 bis 1810 gehörte Hahlen zum Kanton Petershagen des napoleonischen Satellitenstaats Königreich Westphalen. Von 1811 bis 1813 gehörte der Ort unmittelbar zu Frankreich und dort zur Mairie Hartum im Arrondissement Minden des Departements der Oberen Ems. Während der Besatzungszeit durch Napoleon wurden viele junge Männer gezwungen, in der französischen Armee zu dienen und auch an dem Feldzug nach Russland teilzunehmen, viele von ihnen kehrten nicht zurück.
Nach dem Ende der napoleonischen Herrschaft (1806–1813) und der Neuordnung Preußens gehörte Hahlen zum Verwaltungsbezirk Hartum im Kreis Minden/Regierungsbezirk Minden/Provinz Westfalen. 1820/21 wurde ein neues Schulhaus gebaut, dass bis 1927 genutzt wurde. Es ist heute eines der ältesten erhaltenen Schulgebäude im Kreis Minden-Lübbecke.
Mit der Einführung der Landgemeindeordnung wurde Hahlen 1843 eine Gemeinde im Amt Hartum. Ein Gemeinderat mit von 1844 bis 1972 vierzehn Bürgermeistern an der Spitze leitete die Geschicke der Gemeinde. Die Verwaltungsarbeiten selbst lagen in Händen des Amtmannes des Amtes Hartum.

### 19. Jahrhundert, Industrialisierung und strukturelle Veränderungen
Aus der Zeit der Revolution von 1848 ist die Geschichte überliefert, dass am 27. März etwa zehn Hahler vor das Haus des Amtmanns Lüttgert in Hartum zogen, um Veränderungen zu fordern. Da ihre Forderungen aber unklar blieben, zogen sie nach Beschwichtigungsversuchen der Obrigkeit wieder ab.

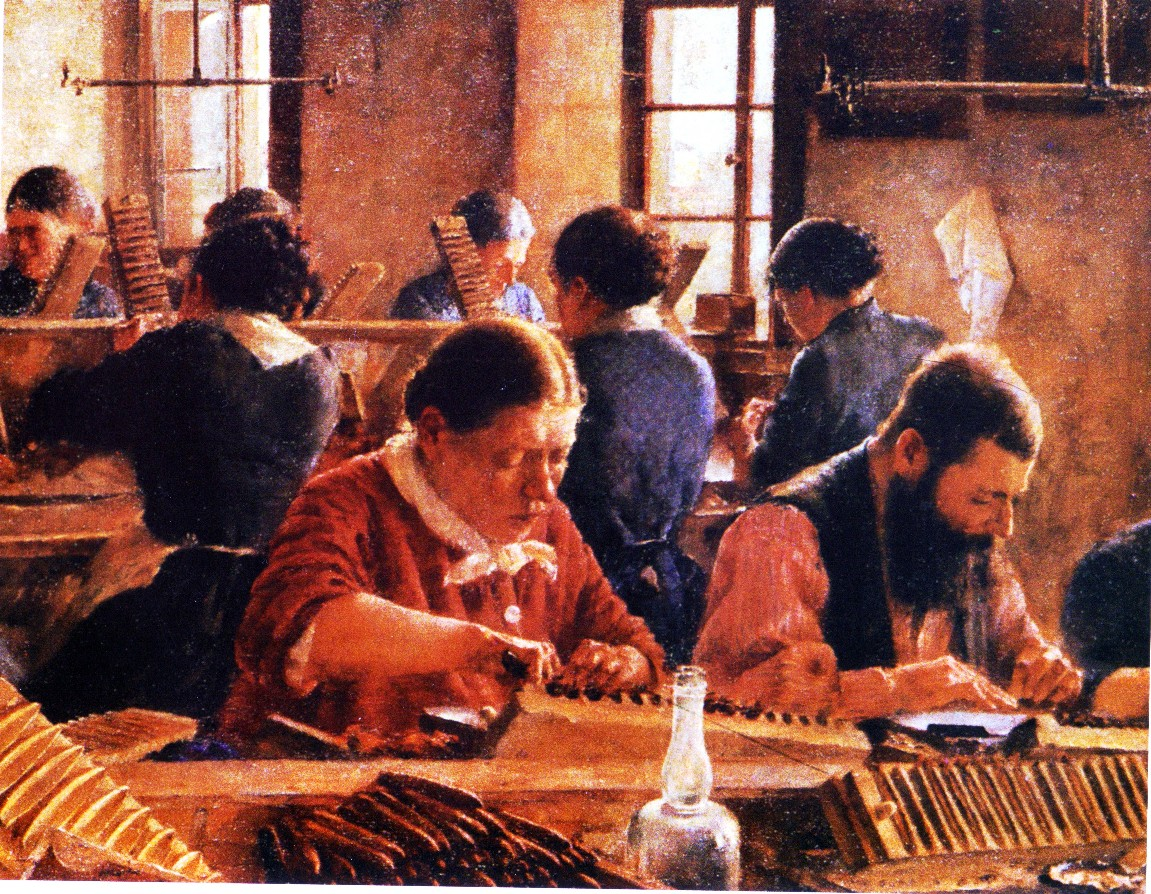
Zigarrenmacher (Gemälde von J. Marx von 1889)

Schon seit dem 16. Jahrhundert entstand in der ganzen Region, durch das vorherrschende Anerbenrecht, das keine Teilung der Höfe zuließ, die stark anwachsende, nichtangesessene landlose Schicht der Heuerlinge. Nachdem es in Hahlen zunächst nur wenige Heuerlinge gegeben hatte, wuchs ihre Zahl ab Mitte des 19. Jahrhunderts stark an. In den Dörfern des Minden-Ravensberger Landes kam es verstärkt zu regelrechten Auswanderungswellen nach Nordamerika. Viele Menschen aus dem Mindener Land – und damit auch aus Hahlen – zogen im Sommer als Grasmäher nach Holland. Im Jahr 1852 nahm in Hahlen ein Zweigwerk der Mindener Zigarrenfabrik v. d. Heyde ihren Betrieb auf. Die Tabak- und Zigarrenindustrie wurde von Preußen wirtschaftlich gefördert um die Auswanderung und die Wanderarbeit (Hollandgänger) einzudämmen. Mit der Zunahme von Einwohnern die in der Industrie beschäftigt waren, begann sich auch die Siedlungsstruktur zu verändern, Ende des 19. Jahrhunderts wurden die ersten Arbeiterhäuser entlang der Hahler Straße gebaut. Damit begann die Entwicklung, die Hahlen zu einem Mindener Vorort machte, in dem die Siedlungsbereiche von Stadt und Dorf nicht mehr voneinander zu trennen sind.
Im Jahr 1906 wurde von 13 Arbeitern – die meisten von ihnen Zigarrenarbeiter – ein SPD-Ortsverein gegründet. Zwischen 1906 und 1915 wurde der Mittellandkanal gebaut, dem einige Gebäude in Hahlen weichen mussten. Am 26. März 1913 wurde die Freiwillige Feuerwehr Hahlen ins Leben gerufen, die heute als Löschgruppe Hahlen zur Freiwilligen Feuerwehr Minden gehört.
Bis zum Beginn des Zweiten Weltkrieges ging die Zigarrenindustrie zurück und immer mehr Menschen pendelten, zum Beispiel auf der MKB-Strecke, von Hahlen nach Minden, wo sich inzwischen neue Industrie wie die Firma Melitta, mit interessanteren Arbeitsplätzen niedergelassen hatte.

### Von der Nachkriegszeit bis heute
Nach dem Zweiten Weltkrieg stieg die Einwohnerzahl stark an, was vor allem durch Flüchtlings- und Vertriebenenzuzug bedingt war. In der Gemeinde sollten 1946 laut Gemeinderatsprotokoll 1250 Flüchtlinge untergebracht werden. 1950 lebten noch 453 Heimatvertriebene in Hahlen.
In der folgenden Zeit wurden die Straßen und die Kanalisation weiter ausgebaut und es entstanden die Wohnsiedlungen am Petershäger Weg und am Mittellandkanal.
Durch die Gebietsreform wurde die vorher selbstständige Gemeinde Hahlen am 1. Januar 1973 als Stadtbezirk in die Stadt Minden eingegliedert. Ein einwohnerloser Teil der Gemeinde (1,61 km²) wurde nach Hille umgegliedert. Bis zum 31. Dezember 1972 gehörte Hahlen zum Amt Hartum.

### Wappen und Ortsname
Das Wappen zeigt auf rotem Hintergrund im oberen Teil einen waagerechten silbernen Wellenbalken und im unteren Teil eine nach oben zeigende silberne Spitze. Die Verbindung von Rot und Silber will an die jahrhundertealte Zugehörigkeit des Gebiets zum Hochstift Minden erinnern.
Die silbernen Wellen sollen den Mittellandkanal darstellen, dessen Verlauf für das Dorf prägend ist. Die silberne Spitze soll an den Ursprung des Ortsnamens Hahlen erinnern, der auf altnordische, dänische und angelsächsische Worte wie hali, hale oder healch zurückgeführt wurde, die etwa „Ecke“ oder „spitz zulaufendes Grundstück“ bedeuten.
Zum Ursprung des Ortsnamens gibt es heute aber verschiedene Deutungen. Neben der von Jellinghaus vertretenen Deutung „Ecke“, „spitzes Grundstück“ wurde später die Auffassung vertreten, dass sich der Name Hahlen aus dem niederdeutschen Wort „hal“ ableitet, welches die Bedeutung von „trocken“ haben kann. Da die ältesten Höfe Hahlens an der Dorfstraße aber schon am Rande des Bastau-Moores liegen und sich zum Teil auf Moorboden befinden wäre eine weitere Erklärung in der Plattdeutschen Aussprache „Haohlen“ zu suchen was zum Beispiel hohl, Loch, niedrige und sumpfige Stelle bedeuten kann. Somit könnte der Ortsname Hahlen auch der Name für eine Siedlung an einem niedrig gelegenen, sumpfigen Ort sein. Neueste Forschungen ergeben aber, dass der Ortsname Hahlen eine Siedlung bezeichnet, die auf einer schrägen Fläche oder Hanglage entstanden ist.

### Bevölkerungsentwicklung
| Jahr | Einwohner |
| ---- | --------- |
| 1801 | 1159      |
| 1818 | 1233      |
| 1858 | 1436      |
| 1880 | 1247      |
| 1939 | 2227      |
| 1950 | 3023      |
| 1961 | 3232      |
| 1970 | 3646      |
| 1972 | 3780      |
| 2008 | 3828      |
| 2020 | 3859      |

### Sprache
Hahlen liegt im niederdeutschen Sprachraum, der örtliche Dialekt gehört zur Ostwestfälischen Dialektgruppe des Plattdeutschen. Seit dem Ende des Zweiten Weltkrieges hat sich allerdings die hochdeutsche Sprache weitgehend durchgesetzt und das Niederdeutsche verdrängt. Insbesondere unter den älteren Dorfbewohnern spielt Plattdeutsch als Umgangssprache jedoch nach wie vor eine Rolle.
Auch durch die Plattdeutsche Laienbühne Hahlen wird diese Sprache weiter gepflegt und bei Theaterabenden vorgeführt.

### Religion
Die Bevölkerung ist mehrheitlich evangelisch-lutherisch, etwa 60 Prozent der Einwohner gehören der Kirchengemeinde an. Hahlen gehört heute zur Kirchengemeinde Hartum-Holzhausen, die aus den beiden Bezirken Hahlen und Hartum besteht.
In vorreformatorischer Zeit war Hahlen kirchlich Kirchspielen der Stadt Minden zugeordnet, anschließend gehörte Hahlen dem neu gebildeten Kirchspiel Hartum an. Die große 1892 erbaute Kirche in Hartum war bis 1904 und ist seit 2014 wieder die Hauptkirche der vier Dörfer Hartum, Hahlen, Holzhausen und Nordhemmern.

## Politik

### Ergebnisse der Kommunalwahlen
Als Stadtteil von Minden ist die Bevölkerung von Hahlen im Rat der Stadt Minden (Stadtverordnetenversammlung) vertreten. Der Wahlbezirk Hahlen besteht aus den beiden Stimmbezirken Michael-Ende-Schule und Sparkasse Minden-Lübbecke. Bei den Kommunalwahlen 1999, 2004, 2009, 2014 und 2020 errangen die Parteien im Wahlbezirk Hahlen folgende Stimmanteile:
| Wahltag            | SPD     | CDU     | FDP    | GRÜNE   | Mindener Initiative | Die Linke | Bürger-Bündnis-Minden | Die Republikaner | AfD    | Piraten | Wir für Minden |  |
| 12. September 1999 | 41,7 %  | 42,9 %  | 5,3 %  | 6,6 %   | 3,5 %               | 0,0 %     | 0,0 %                 | 0,0 %            | 0,0 %  | 0,0 %   | 0,0 %          |  |
| 26. September 2004 | 40,23 % | 37,62 % | 5,79 % | 7,57 %  | 8,79 %              | 0,00 %    | 0,00 %                | 0,00 %           | 0,00 % | 0,00 %  | 0,00 %         |  |
| 30. August 2009    | 41,96 % | 34,02 % | 6,02 % | 7,22 %  | 4,88 %              | 3,19 %    | 1,81 %                | 0,90 %           | 0,00 % | 0,00 %  | 0,00 %         |  |
| 25. Mai 2014       | 45,60 % | 30,14 % | 3,58 % | 6,61 %  | 3,09 %              | 3,76 %    | 1,46 %                | 0,00 %           | 3,88 % | 1,46 %  | 0,00 %         |  |
| 13. September 2020 | 42,96 % | 26,30 % | 4,62 % | 12,33 % | 2,14 %              | 2,36 %    | 2,20 %                | 0,00 %           | 4,84 % | 0,00 %  | 2,25 %         |  |

### Bürgermeister und Ortsvorsteher
Ab 1843 war Hahlen eine selbstständige Gemeinde mit gewähltem Bürgermeister und Gemeinderat, im Amt Hartum. Seit der Gebietsreform 1973 wird die Bevölkerung von Hahlen gegenüber Rat und Verwaltung der Stadt Minden von einem Ortsvorsteher vertreten, der aufgrund des Wahlergebnisses vom Rat der Stadt Minden gewählt wird.
Bürgermeister: 
- 1844–1849: Beermann, Friedrich Wilhelm Heinrich, Hahlen 1
- 1849–1861: Rösener, Wilhelm Ehrenreich, Hahlen 3
- 1862–1874: Südmeier, Johann Heinrich Christian, Hahlen 59
- 1874–1892: Spönemann, Johann Heinrich Christian Wilhelm, Hahlen 37
- 1892–1904: Horstmann, Heinrich, Hahlen 22
- 1904–1912: Riechmann, Wilhelm, Hahlen 3
- 1912–1923: Beckmeyer, Heinrich, Hahlen 20
- 1923–1929: Rohlfing, Wilhelm, Hahlen 26
- 1929–1933: Meier, Hermann, Hahlen 235
- 1933–1935: Meyer, Hermann, Hahlen 86
- 1935–1945: Spilker, August, Hahlen 75
- 1945–1946: Kruse, Christian, Hahlen 174
- 1946–1964: Meyer, Heinrich, Hahlen 235
- 1964–1972: Schnittker, Walter

Ortsvorsteher: 
- 1973–1975: Schnittker, Walter
- 1975–2000: Pohlmann, Wilhelm
- 2000–2004: Berthold, Hans-Uwe CDU
- 2004–2013: Brandt, Heinz-Günther SPD
- 2013–2021: Wesemann, Werner SPD
- seit 2021:0. Schütte-Heidsiek, Anke SPD

## Kultur

### Sport
Der 1945 gegründete Sportverein TSV Hahlen ist einer der größten Sportvereine in Minden. Handball bildet mit den ersten Männer- und Frauenmannschaften (Verbands- bzw. Oberliga Westfalen) den Schwerpunkt, aber es werden eine Reihe weiterer Sportarten angeboten: Neben Tischtennis und Badminton ist der TSV Hahlen auch im Bereich Breitensport aktiv.

### Regelmäßige Veranstaltungen
- KranzreitenKranzreiten in Hahlen

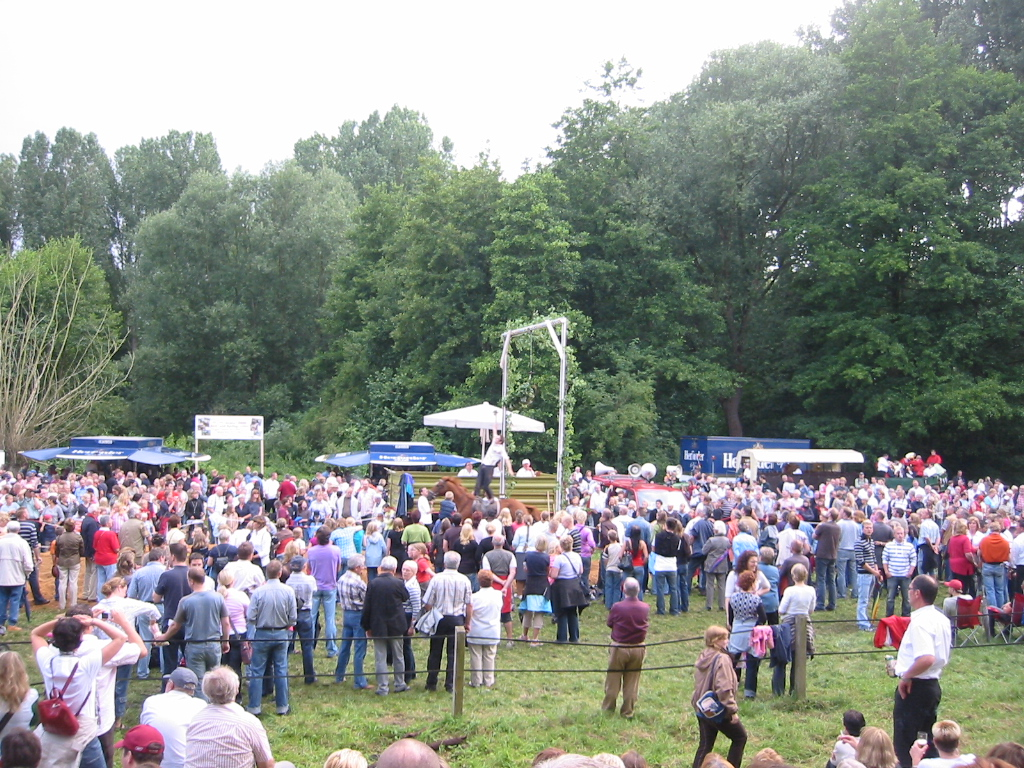
Kranzreiten in Hahlen

Das traditionelle Kranzreiten in Hahlen findet jedes Jahr am vorletzten Wochenende im Juli in der Moor-Arena in Hahlen statt. Seit 1921 wird dieser Wettkampf unter der Dorfjugend ausgetragen. Ziel ist es, einen an einem Gerüst, dem Galgen, hängenden Kranz von einem galoppierenden Pferd aus mit der Hand zu greifen und abzureißen. Nach mehreren Durchgängen steht dann der Sieger fest. Er ist dann der Kranzreiter-Präsident und wählt sich eine Präsidentin. Das Präsidentenpaar darf nun für ein Jahr die Reiterschar regieren.
- Maifeier (Tanz in den Mai)

Seit 1946 wird in Hahlen regelmäßig zum 1. Mai eine Maifeier veranstaltet. Die Ursprünge dieses Brauches mit dem Aufstellen von Maibäumen und tanzen reichen aber auch in Hahlen viel weiter zurück. Später kam der „Tag der Arbeit“ der von Gewerkschaftern uns Sozialdemokraten gefeiert wurde dazu.
Heute eröffnen jedes Jahr am Abend des 30. April die Kinder der Grundschule mit Tänzen um den Maibaum die Maifeier. Hinter dem Sportplatz findet dann ein Zeltfest mit Fahrgeschäften statt.

### Vereinsleben
Die Hahler Bevölkerung gestaltet in ihrem Ort ein reges Vereinsleben. Zu den wichtigsten Vereinen, Verbänden und Institutionen gehören:
- Turn- und Sportverein Hahlen seit 1945 e. V. (TSV)
- Kranzreiterverein Hahlen
- Freiwillige Feuerwehr Minden – Löschgruppe Hahlen
- Gemischter Chor Minden-Hahlen e. V.
- Mindener Yachtclub e. V.
- Schützenverein „Auf’s Blatt“ Hahlen
- Turniergemeinschaft Mindener Land
- Trommler- und Pfeiferkorps 1980 Minden e. V.
- Rassegeflügelzuchtverein Hahlen
- Landwirtschaftlicher Ortsverein
- SPD-Ortsverein Hahlen
- CDU Ortsunion Hahlen
- CVJM Teestubenarbeit e. V.
- Plattdeutsche Laienbühne Hahlen

### Besonderheiten
- Hagelfeiertag

Am 14. Juni 1680 wurde durch ein verheerendes Hagelunwetter die Ernte vernichtet. Seit dieser Zeit wird in den Dörfern Hahlen, Hartum, Holzhausen, Nordhemmern und Südhemmern jeweils am Montag nach Trinitatis ein Erntebittgottesdienst gehalten. Bis auf den heutigen Tag spricht man vom „Hagelfeiertag“, zumal er noch bis in die 1950er Jahre hinein öffentlicher Feiertag in den genannten Gemeinden war.